# 梁廷賓
梁廷賓（1448年—？），字尚治，江西臨江府新淦縣人，民籍，明朝政治人物。

## 生平
成化十六年（1480年）庚子科江西鄉試第六十四名舉人。成化二十三年（1487年）中式丁未科會試第二百七十二名，三甲第一百六十五名進士。弘治三年（1490年）二月实授陕西道監察御史。五年赴湖廣清軍，因荆王朱見潚事，回原籍冠带闲住。

## 家族
曾祖梁材智；祖父梁翰高；父梁敘欽，母何氏。永感下。